# Saint-Roman-de-Codières
Saint-Roman-de-Codières är en kommun i departementet Gard i regionen Occitanien i södra Frankrike. Kommunen ligger i kantonen Sumène som tillhör arrondissementet Le Vigan. År 2022 hade Saint-Roman-de-Codières 166 invånare.

## Befolkningsutveckling
Antalet invånare i kommunen Saint-Roman-de-Codières
Referens:INSEE